# Drosophila dentissima (artgrupp)
Drosophila dentissima är en artgrupp inom släktet Drosophila och undersläktet Sophophora som består av fem artkomplex och 11 arter utan placering i artkomplex.

## Artkomplexetaltissima
- Drosophila altissima
- Drosophila kilimanjarica

## Artkomplexetdentissima
- Drosophila dentissima

## Artkomplexetlamottei
- Drosophila lamottei

## Artkomplexetmambilla
- Drosophila mambilla

## Artkomplexetmatilei
- Drosophila matilei

## Övriga arter
- Drosophila anisoctena
- Drosophila bahunde
- Drosophila bakondjo
- Drosophila desavrilia
- Drosophila kivuensis
- Drosophila matae
- Drosophila ngemba
- Drosophila oreia
- Drosophila oribatis
- Drosophila quatrou
- Drosophila vumbae